# Rosidae
Cet article concerne la sous-classe en nomenclature botanique. Pour le clade en classification APG III, voir Rosidées.
Sous-classe
Classification APG III (2009)

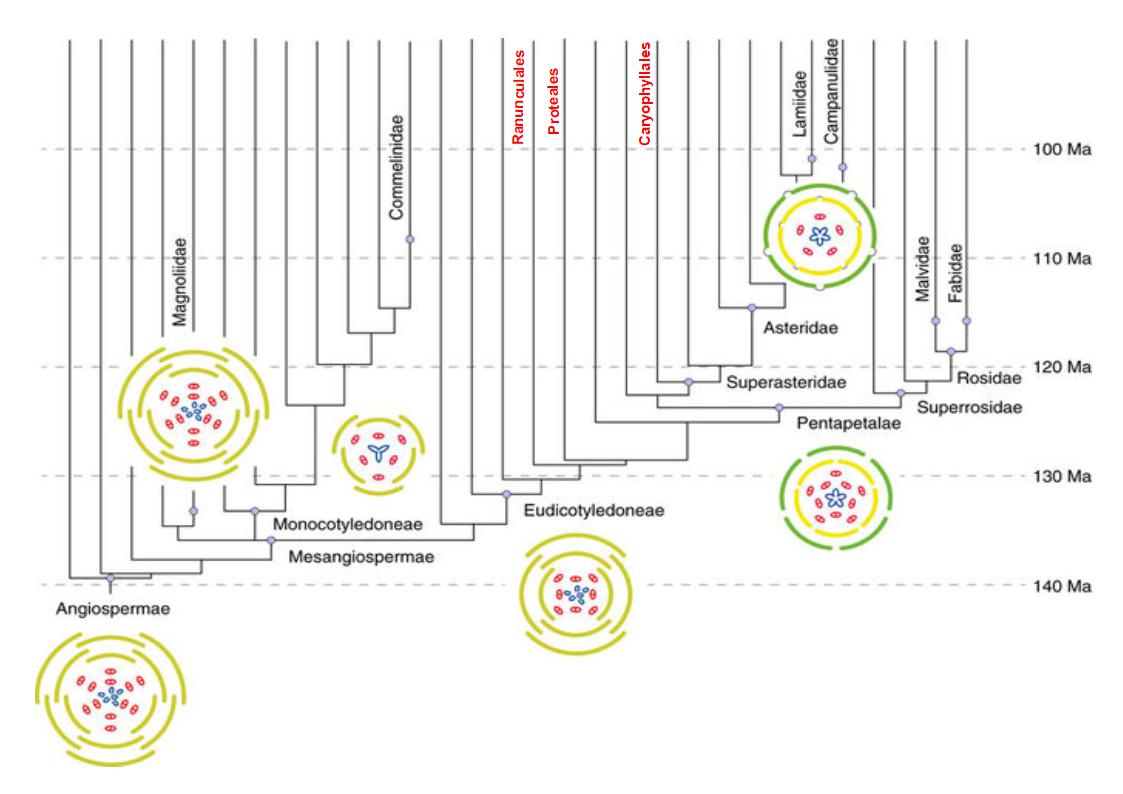
Évolution florale représentée par les diagrammes floraux, avec le clade des Superrosidae incluant les Rosidae qui représentent 39 % de la diversité des Eudicotylédones.

La sous-classe des Rosidae, écrite aussi Rosiidae, regroupe des plantes dicotylédones. Avec plus de 100 familles et plus de 50 000 espèces, les Rosidae sont la seconde sous-classe des Magnolopsides, représentant à elle seule plus du quart des plantes à fleurs. 
Six familles forment à elles seules plus de la moitié des effectifs : les Fabaceae, les Euphorbiaceae, les Rosaceae, les Myrtaceae, les Melastomataceae et les Apiaceae, familles comptant chacune entre 3 000 et 12 000 espèces.

## Caractéristiques
Les Rosidae forment un grand taxon par enchaînement : très hétérogène, il ne présente pas de caractères généraux évidents. 
Cette sous-classe correspond à des Magnolopsides moyennes. Leurs feuilles sont à l'origine composées et pennées, mais elles tendent à devenir simples. Elles ont un périanthe définitivement différencié (fleur hétérochlamyde), pentamère ou tétramère. Le réceptacle tend à se développer en un plateau, une coupe ou une urne et à entourer les carpelles jusqu'à réaliser chez les espèces les plus évoluées une inférovarie parfaite, ce qui explique son ancienne classification dans les disciflores. Les fleurs sont cycliques, dialypétales (rarement devenues secondairement apétales ou soudées en corolle gamopétale, ce qui était assez fréquent chez les Dilleniidae), (tétra-) pentamères, avec une tendance à la zygomorphie favorisant la pollinisation entomophile. L'androcée diplostémone est composé d'étamines libres. Les carpelles ont tendance à se souder en un ovaire composé. La placentation axile se généralise. Les ovules sont bitégumentés et crassinucellés, la graine est encore albuminée.
Les Rosidae primitives ont encore des carpelles libres (Rosales, Fabales). Puis se sont différenciées : 
- des Rosidae dont les carpelles se sont soudés entre eux, et généralement à la coupe florale (Myrtales...) ;
- des Rosidae caractérisées par la présence d'un disque nectarifère, à carpelles soudés formant un ovaire supère (Celastrales, Rhamnales...) ;
- enfin des Rosidae dont l'ovaire, se soudant à la coupe florale, devient infère (Apiales).

Les Rosiidae sont présentes dans tous les biotopes mais elles ne forment jamais le fond de flore dominante. Elles comprennent des plantes cultivées d'intérêt économique : fruits tels que la pomme, la poire (Rosales), les agrumes (Rutacées) et la vigne (Rhamnales), légumineuses telles que le soja, l'arachide, le haricot, le pois, la lentille (Fabacées), lin cultivé (Linaceae), caoutchouc tiré de l'hévéa et manioc (Euphorbiaceae), arbres tels que les bouleaux, chênes et hêtres (Fagales).

## Classification Cronquist
En classification classique de Cronquist (1981) elle regroupe 18 ordres :
- sous-classe Rosidae
  - ordre Apiales
  - ordre Celastrales
  - ordre Cornales
  - ordre Euphorbiales
  - ordre Fabales
  - ordre Geraniales
  - ordre Haloragales
  - ordre Linales
  - ordre Myrtales
  - ordre Podostemales
  - ordre Polygalales
  - ordre Proteales
  - ordre Rafflesiales
  - ordre Rhamnales
  - ordre Rhizophorales
  - ordre Rosales
  - ordre Santalales
  - ordre Sapindales

En classification phylogénétique APG II (2003) et en classification phylogénétique APG III (2009), cette sous-classe, nommée rosids en anglais, est devenue un clade et est plus volontiers nommée sous son nom français Rosidées. Ayant un contenu bien différent en APG III, rosidées est décrit dans un autre article.